# Mainbernheim
Mainbernheim er en by i Landkreis Kitzingen i Regierungsbezirk Unterfranken, i den tyske delstat Bayern.

## Geografi
Byen ligger mellem Kitzingen og Iphofen i de vestlige udløbere af Steigerwald.